# La Palomita
La Palomita és un paratge natura del municipi de Vilafranca (els Ports, País Valencià) situat a la part occidental del terme, als peus de la serra Brusca, a uns 1.392 metres d'alçada de cota màxima.
La densa massa boscosa de pi que s'estén per la major part de l'espai li varen valdre la consideració per tal de ser protegit sota la figura de Paratge Natural Municipal el 2007. A més a més dins de l'espai protegit (amb una superfície de 148,578 hectàrees) s'hi localitzen dues microreserves de flora.

## Bosc[2]
El bosc de la Palomita, amb unes condicions bioclimàtiques supramediterrànies (elevada humitat i temperatures més fredes), propicien que la formació predominant siguen les dels boscos de pi negre (Pinus nigra subsp. salzmannii) i a les parts més elevades i fresques no resulta estrany trobar-lo mesclat amb el pi roig (Pinus sylvestris var. catalaunica) constituint l’associació Festuco gautieri-Pinetum salzmanni.
El sotabosc es caracteritza per la flora mediterrània, tot i que apareixen espècies secundàries dels boscos temperats eurosiberians. Sota la pineda es desenvolupa un segon estrat de xicotets arbres i arbustos en què destaca el ginebre (Juniperus communis subsp. hemisphaerica), ginebre piramidal propi de l'alta muntanya. També apareix, encara que amb menor abundància, la savina negra (Juniperus phoenicea) i de forma testimonial la savina turífera (Juniperus thurifera). De la mateixa manera es poden observar bosquets dispersos de carrasca (Quercus rotundifolia), i entre els caducifolis, el roure valencià (Quercus faginea) i diverses espècies d'aurons (destaca l'Acer granatense i en menor grau Acer monspessulanum).
En determinats enclavaments amb condicions bioclimàtiques específiques, com l'ombria del barranc de la Font d'Horta, apareixen espècies eurosiberianes de gran interès com el grèvol (Ilex aquifolium), el til·ler (Tilia platyphyllos) o el teix (Taxus baccata), aquest últim creix directament en els clavills de les roques i en les erosions adjacents. Des del punt de vista botànic aquesta és la zona de major interès del paratge. En aquest espai tenen representació els següents hàbitats considerats prioritaris per la Directiva 92/43/CEE: pinedes de pi negre amb grèvol; pastius vivaços amb Goodyera repens; i penyals calcaris d'ombria amb til·ler i teix.
En les orles de la pineda, en exposicions amb ambients humits, el sotabosc és més dens i presenta una major diversitat. A més de les espècies enumerades anteriorment, destaquen algunes pertanyents a la família de les rosàcies, unes espinoses i altres inermes, entre les quals es troben l'arç blanc (Crataegus monogyna), l'aranyoner (Prunus spinosa subsp. spinosa), el corner (Amelanchier ovalis), Cotoneaster nebrodensis o els rosers silvestres (Rosa canina, Rosa pimpinellifolia, Rosa agrestis), juntament amb altres espècies com el coralet (Berberis hispanica), Cytisus heterochrous i Ononis aragonensis.
En relació amb la fauna, destaca la presència de la cabra salvatge, que en els últims anys està colonitzant gran part del nord de la província de Castelló. Entre els mamífers, cal assenyalar també l'aparició del teixó, de la mostela i de la fagina. Pel que fa a l'avifauna, és freqüent observar els voltors sobrevolant l'espai, com també l'aparició d'algunes rapaces com l'àguila reial, l'àguila serpera, el falcó pelegrí o el xoriguer.

## Interès etnogràfic
D'altra banda, el paratge presenta un alt interès etnogràfic. Dins de l'àmbit d'estudi estan representats nombrosos elements de l'arquitectura de la pedra en sec representativa de la població de Vilafranca, com ara casetes, murs que marquen el traçat de camins ramaders, i tancats per al bestiar o murs per a dividir la propietat.
Finalment cal tenir en compte la singular identificació dels veïns de Vilafranca amb el bosc de Palomita, per haver sigut una muntanya comunal de la qual s'han obtingut nombrosos recursos a través dels temps. Hui en dia, encara queden en peu les restes del denominat pi del Comunet, que va morir pels efectes d'un raig el 1987, considerat arbre monumental. El bosc de Palomita està lligat als elements de l'etnografia local per un altre aspecte, ja que d'aquest s'extrauen les barres per a alçar la barraca de Sant Antoni, festa popular de Vilafranca.